# 肥皂

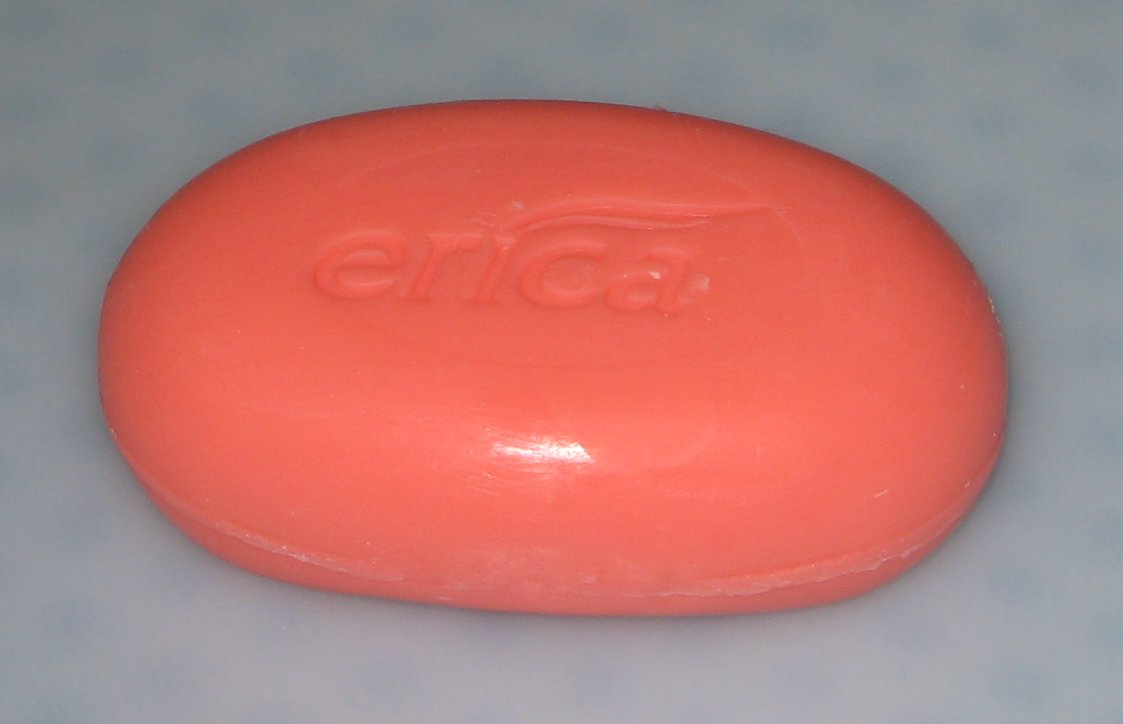
常见肥皂

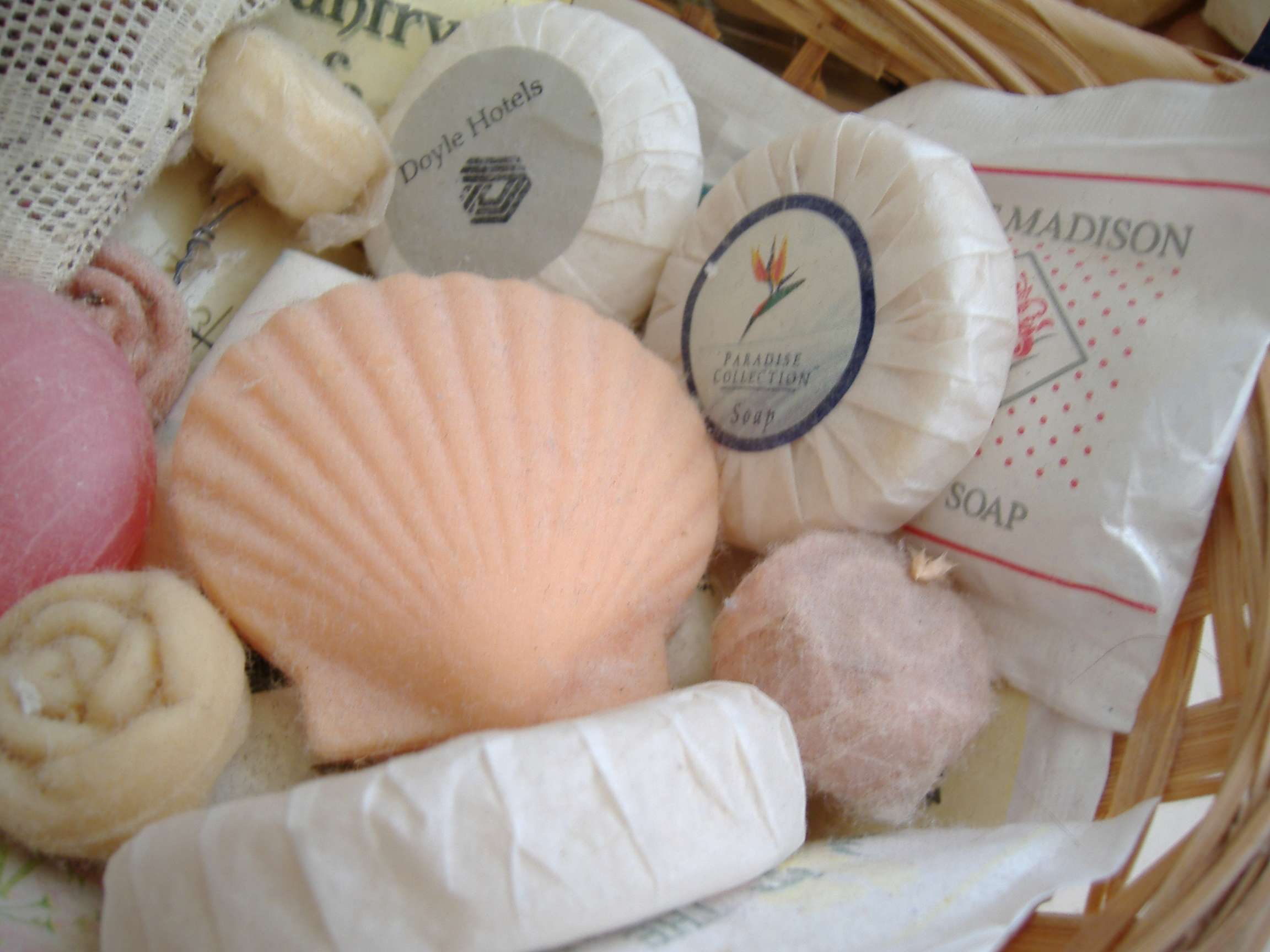
装饰性肥皂（通常公共场所及旅馆设施供给）

肥皂，又名香皂、雪文、茶箍、饼药（潮汕话）、番枧（廣東话）、胰子（中國古代的旧称），是用作個人清潔用品的表面活性劑，通常以固體塊狀的形式存在。

## 歷史
古代不管是東西方，最早的洗滌成份不外乎都是碳酸鈉和碳酸鉀。前者為天然湖礦產品，後者就是草木灰的主要洗滌成分。
至目前為此的考古發現，類似肥皂的物品可以追溯至西元前29世紀的古巴比倫。而西元前23世紀時，在巴比倫的泥板上已有記載由水，鹼和肉桂油組成的肥皂配方。艾德溫·史密斯紙草文稿表明古埃及人在西元前15世紀，結合動物、植物油和鹼性鹽打造皂類物質定期洗澡。
雖然肥皂很早就發明，但塊狀肥皂卻是奢侈品，直到十九世紀才廣泛由一般大眾所使用。

### 古代西方
西元前3000年前，美索不達米亞人（兩河文化）發現，植物燃燒後的灰燼和油混合後，可以清除污垢。
在二世紀，一個名叫蓋蘭那的西方人，他在義大利和法國開設了肥皂工廠，因為當時的技術並沒有很發達，所以當時的肥皂清洗物品的效果並不是很好。查理曼來到羅馬了解到肥皂的好處，回到法蘭克做推廣；在此之前，西方僅限於西西里地區在使用肥皂。

### 古代中國
在還沒有發明肥皂以前，中國北方用豬的胰臟、板油以及碱，搗一搗，晒乾幾天後用於清洗，稱作“胰子”。也有人們用清水來浸草木灰，過濾後，用這類物質清洗衣物。亦使用含有皂苷的植物提取物，如皂角等。此外古代也用水和木屑來擦洗皮膚，然後再抹油滋潤受摩擦的皮膚，用於洗澡。

### 中东地区
在12世纪的伊斯兰教文件描述了制造肥皂的过程。文件中提及了关键的原料，碱。在13世纪，伊斯兰教世界的肥皂生产几乎进入了工业化时期。其原料是由納布盧斯，菲斯，大马士革，阿勒颇等地提供的。

### 15世紀和之後
1791年，法國化學家呂布蘭是發明由食鹽製作碳酸鈉肥皂的第一人。
1808年，法國化學家歇夫爾為用牛油碱化原理製作肥皂的第一人。

## 製作
將脂肪與強鹼水溶液混和加熱，會形成脂肪酸鹽（fatty acid salts）和丙三醇（皂化），再加入飽和食鹽水並攪拌（盐析），肥皂就會析出並浮於水面。
油脂+氫氧化鈉 = 肥皂+甘油

## 成分
主要成分都是硬脂酸鈉，其分子式是C17H35COONa。這是一種有機鹽類，也是強電解質。 如果在裡面加進精油、香料和染料，就做成既有顏色，又有香味的香皂了；如果往裡面加點藥物（如硼酸或石炭酸），即成藥皂。肥皂加入香料雖然可增添香氣，但部分人士或會因為香料或其他成分引起皮膚敏感，所以不是每個人都適合使用。

## 去污原理

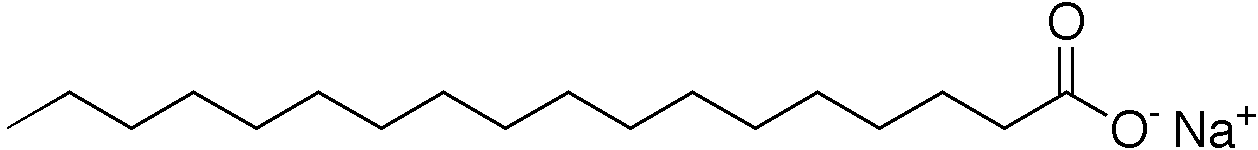
硬脂酸钠的键线式。左为疏水端，右为亲水端

肥皂泡沫愈多，去汙效果愈好，這是因為肥皂分子（硬脂酸根）就在泡沫裡。肥皂分子結構可以分成二個部分。一端是帶電荷呈極性的COO-（親水部位，即亲水端），另一端為非極性的碳鏈（親油部位，即疏水端）。肥皂能破壞水的表面張力，當肥皂分子進入水中時，具有極性的親水部位，會破壞水分子間的吸引力而使水的表面張力降低，使水分子平均地分配在待清洗的衣物或皮膚表面。肥皂的親油部位，深入油汙，而親水部位溶於水中，此結合物經攪動後形成較小的油滴，其表面布滿肥皂的親油部位，而不會重新聚在一起成大油污。此過程（又稱乳化）重複多次，則所有油污均會變成非常微小的油滴溶於水中，可被輕易地沖洗乾淨。

## 妙用
起雾：使用干肥皂或浓稠肥皂水涂抹在镜面上，等肥皂乾掉，即能防雾。其除雾原理在于表面活性剂效应。水分子遇到较冷镜面后会在镜面上液化和聚集形成小水滴，即“雾”，而肥皂中疏水头被镜面吸引，其亲水头与水分子结合，从而避免了水分子聚合成水滴，取而代之的是形成一层水膜。

## 變形
- 精皂花

一種用香皂片壓模產生，經組合為玫瑰花瓣的皂花。帶有香皂的香氣，可以作為洗滌之用途。可在婚禮送禮使用或當作情人節禮物。原稱為皂花或花皂。
- 皂紙

壓模或刮成約4*6公分如蟬翼薄度之皂片，（以日本維基說明是給小孩使用。）以20到30張為單位放入盒中；或寬6公分，長度隨製造商調整之皂捲紙約1到2公尺內（同保鮮膜或錫箔只差沒有中間的紙棍），放入裁盒內。
- 口紅皂

將原皂作成口紅膠大小之皂條。

## 参照
- 手工皂：以橄欖油，棕櫚油，椰子油等，加上氫氧化鈉溶液、精油或香精等制成的香皂。
- 不锈钢皂：一种使用不锈钢制成的肥皂狀金屬塊。在流動溫水中放手內揉搓，有去除手上魚腥味的功能。
- 皂基：型為長條狀，方便自製香皂的基礎皂，但品質遠不如手工皂。
- 肥皂粉：俗稱洗衣粉。
- 沐浴乳：調配的方法與人工香皂雷同，所用的化學物品則是氫氧化鉀，成品則成濃稠的乳狀。
- 沐浴露：是液體的肥皂或清潔液。時尚所至，沐浴露直接成為肥皂的替代品。甚至有些酒店套房只有沐浴露，而沒有肥皂供應。
- 無患子是古代的主要清潔劑之一，一直在亞洲各地區用到20世紀初。
- 消毒搓手液：又稱「乾洗手」，以酒精或其他消毒殺菌成份製成的手部清潔劑，不需使用清水。
- 肥皂盒
- 肥皂劇